# Fastentuch

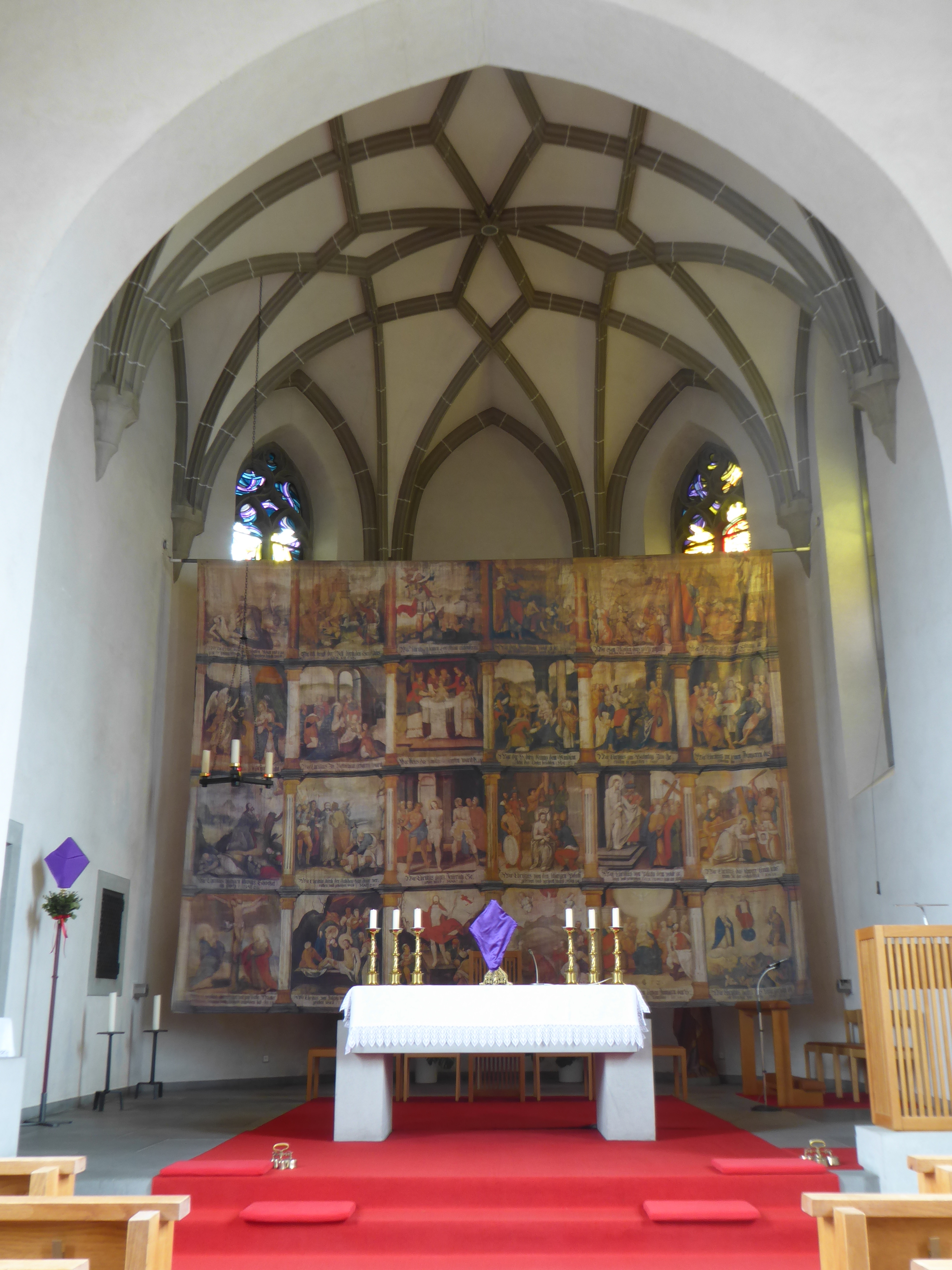
Benderer Fastentuch

Das Fastentuch (auch Hungertuch, Palmtuch, Passionstuch oder Schmachtlappen, lateinisch velum quadragesimale, „Fasten(zeit)velum“) verhüllt in der Fastenzeit (Quadragesima) in katholischen und evangelischen Kirchengebäuden die bildlichen Darstellungen Jesu, in der Regel das Kruzifix. Es entstand aus dem jüdischen Tempelvorhang, der im Neuen Testament im Zusammenhang mit dem Kreuzestod Jesu mehrfach erwähnt wird (Mt 27,51 ; Mk 15,38 ; Lk 23,45 ). In Deutschland haben vor allem die Hungertücher, die das katholische Hilfswerk Misereor seit 1976 herausgibt, weite Verbreitung gefunden.

## Liturgie

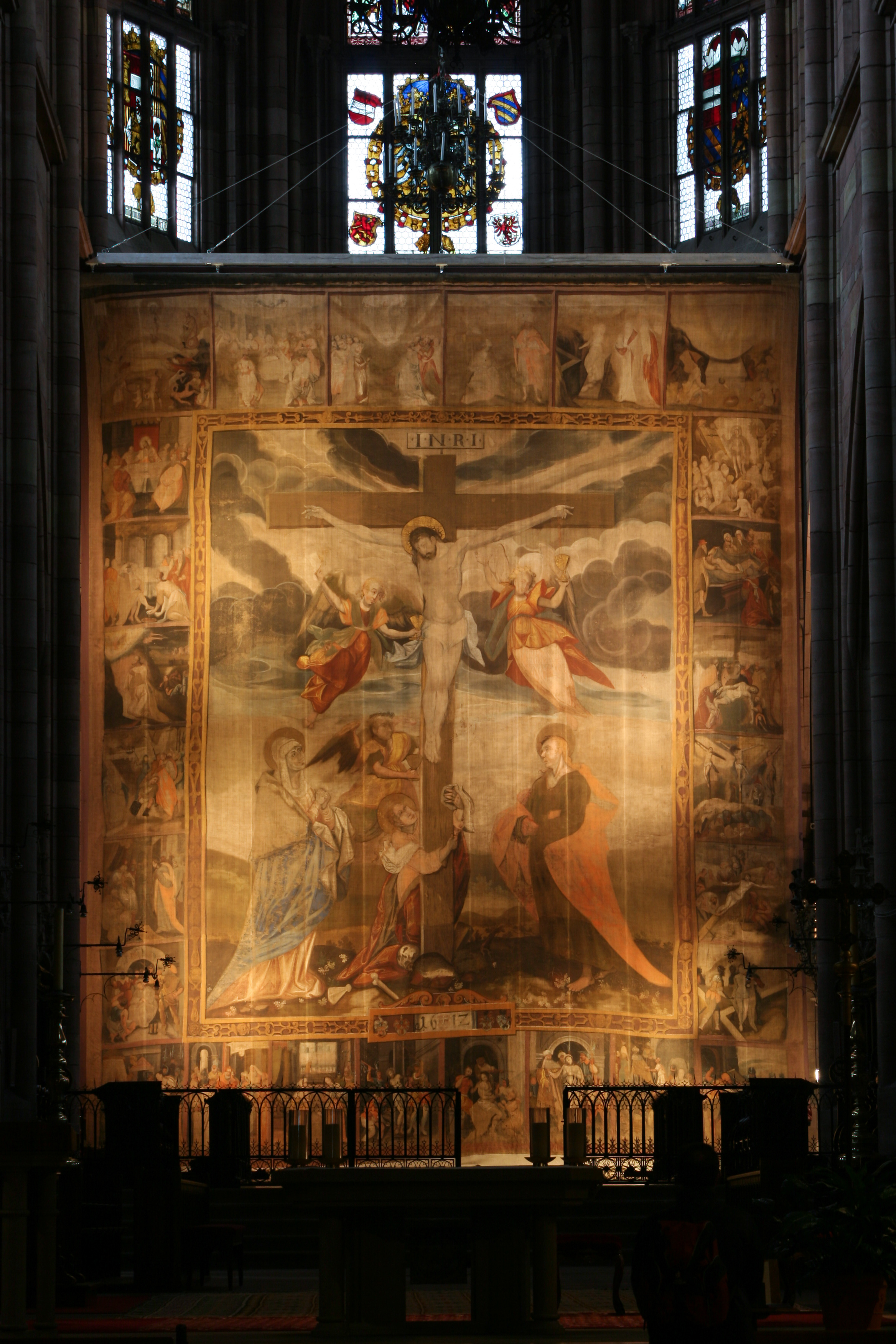
Fastentuch im Freiburger Münster

Das Fastentuch kann während der gesamten Fastenzeit im Chor hängen (daher lat. velum quadragesimale „Tuch der 40 Tage“, als Bezug auf den Tempelvorhang auch velum templi). In manchen Kirchen wird es vor dem Passions- oder dem Palmsonntag angebracht.
Das Tuch trennt die Gemeinde optisch vom Altarraum und dessen Schmuck und erlaubt der Gemeinde, die Liturgie lediglich hörend zu verfolgen. Zur körperlichen Buße des Fastens tritt eine geistliche. Der volkssprachliche Ausdruck „am Hungertuch nagen“ bezieht sich somit nicht nur auf materielle Armut. Das Fastentuch wurde nach der Komplet des ersten Fastensonntags aufgehängt und blieb bis zur Komplet des Mittwoch in der Karwoche. An Sonntagen und bei besonderen Gottesdiensten wie der Priesterweihe wurde es zurückgezogen, regional auch während der Elevation bei der heiligen Messe an Werktagen. Manche Fastentücher waren in der Mitte geteilt und konnten nach beiden Seiten auseinandergezogen werden.
Fastentücher dieser Art gibt es aus dem Ende des 13. Jahrhunderts (St. Peter und Paul (Brandenburg an der Havel)) sowie aus dem 15. Jahrhundert (Güglingen, Württemberg, und Dresden).

## Kunstgeschichte
Bereits die „Consuetudines“ der Abtei Farfa erwähnten um das Jahr 1000 den Brauch des Fastentuchs. Bis ins 12. Jahrhundert blieb dieses ein rein symbolisches Objekt aus einfarbigem Stoff – häufig Leinen, auch Seide –, der nur im Einzelfall durch ornamentale Stickerei verziert wurde. Danach wurde das Fastentuch als Form der christlichen Kunst entdeckt, diese blieb über mehrere Jahrhunderte produktiv. Eine Beschreibung aus dem Jahr 1493 belegt, dass zwischen 1126 und 1149 im Kloster St. Ulrich und Afra zu Augsburg ein (nicht mehr erhaltenes) Fastentuch mit künstlerischen Darstellungen entstand.
Die Schwerpunkte der künstlerischen Entwicklung waren einerseits die Alpenregion, vornehmlich Kärnten und Tirol, andererseits in Norddeutschland mit Westfalen und Niedersachsen. Einheitlich blieb der Motivkreis der Darstellungen, die im Sinne einer Bilderbibel Szenen aus dem Leben Jesu Christi zeigten, im weiteren Verlauf die gesamte Heilsgeschichte, lokal beschränkt auch Szenen aus dem Leben der Heiligen.

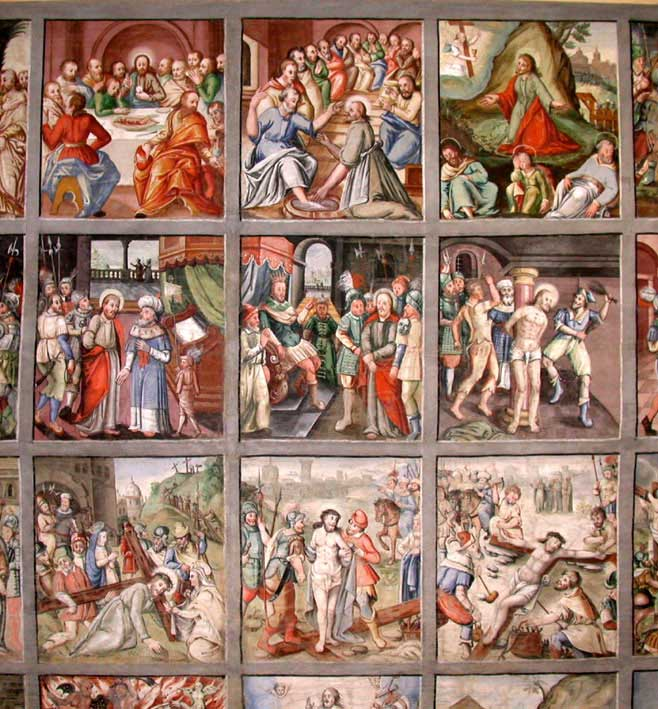
Ausschnitt des Fastentuchs im Museum Gherdëina, Südtirol

Mit seinen Maßen von zehn mal zwölf Metern und einem Gewicht von mehr als einer Tonne gilt das Freiburger Fastentuch als das größte erhaltene Fastentuch überhaupt.

### Alpenländischer Kulturkreis

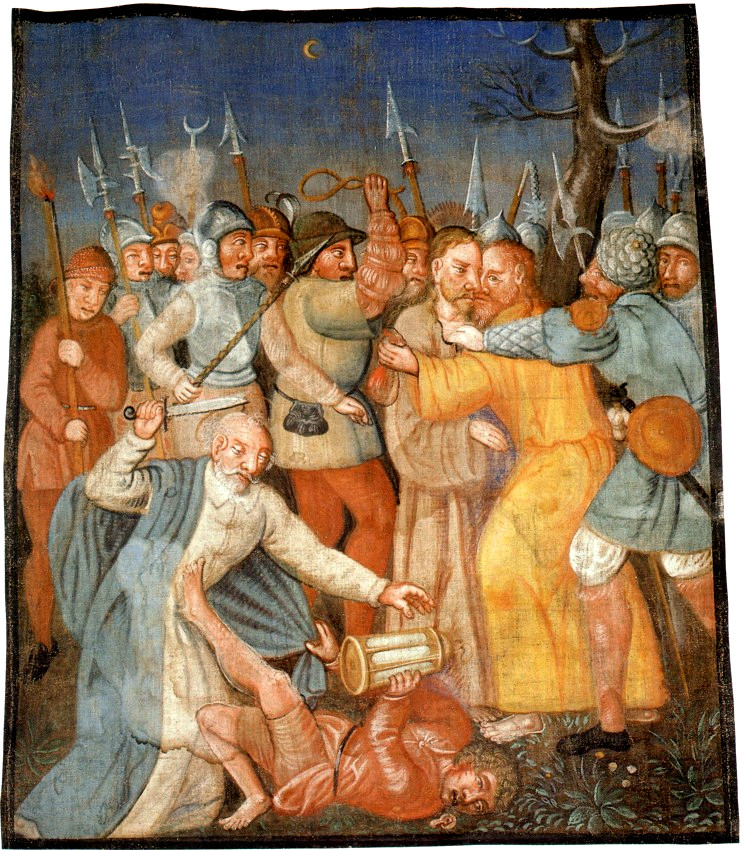
Millstätter Fastentuch, Detail: Gefangennahme Christi im Garten Getsemani

Die alpenländische Tradition veränderte die Werkstoffe; das Fastentuch bestand hier aus mehreren horizontal vernähten Bahnen fester Leinwand, die in der Praxis der sogenannten Tüchleinmalerei schon mit Temperafarben bemalt wurden. Dadurch entstand eine Frühform der Tuchmalerei, während der gebräuchlichste Malgrund noch bis ins 15. Jahrhundert hinein Holz blieb. Ein künstlerischer Höhepunkt ist das Fastentuch in der romanischen Basilika zu Gurk (1458), das 99 Einzelmotive in horizontal angeordneten Streifen zeigt. Es ist in seiner Motivverknüpfung und in der erzählerischen Bildstruktur ein typisches Beispiel sequenzieller Kunst. Das Fastentuch ist üblicherweise ein schlichtes oder in Weißstickerei gefertigtes, auch mit biblischen Darstellungen versehenes Tuch.

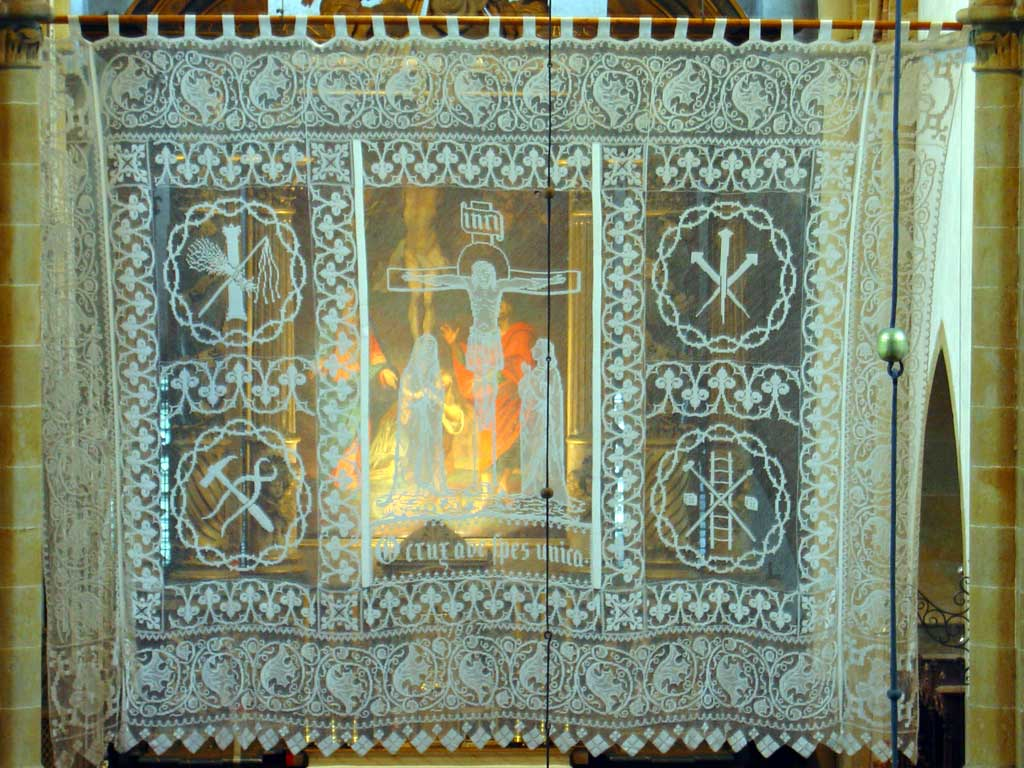
Hungertuch aus dem ehemaligen Kloster Marienfeld

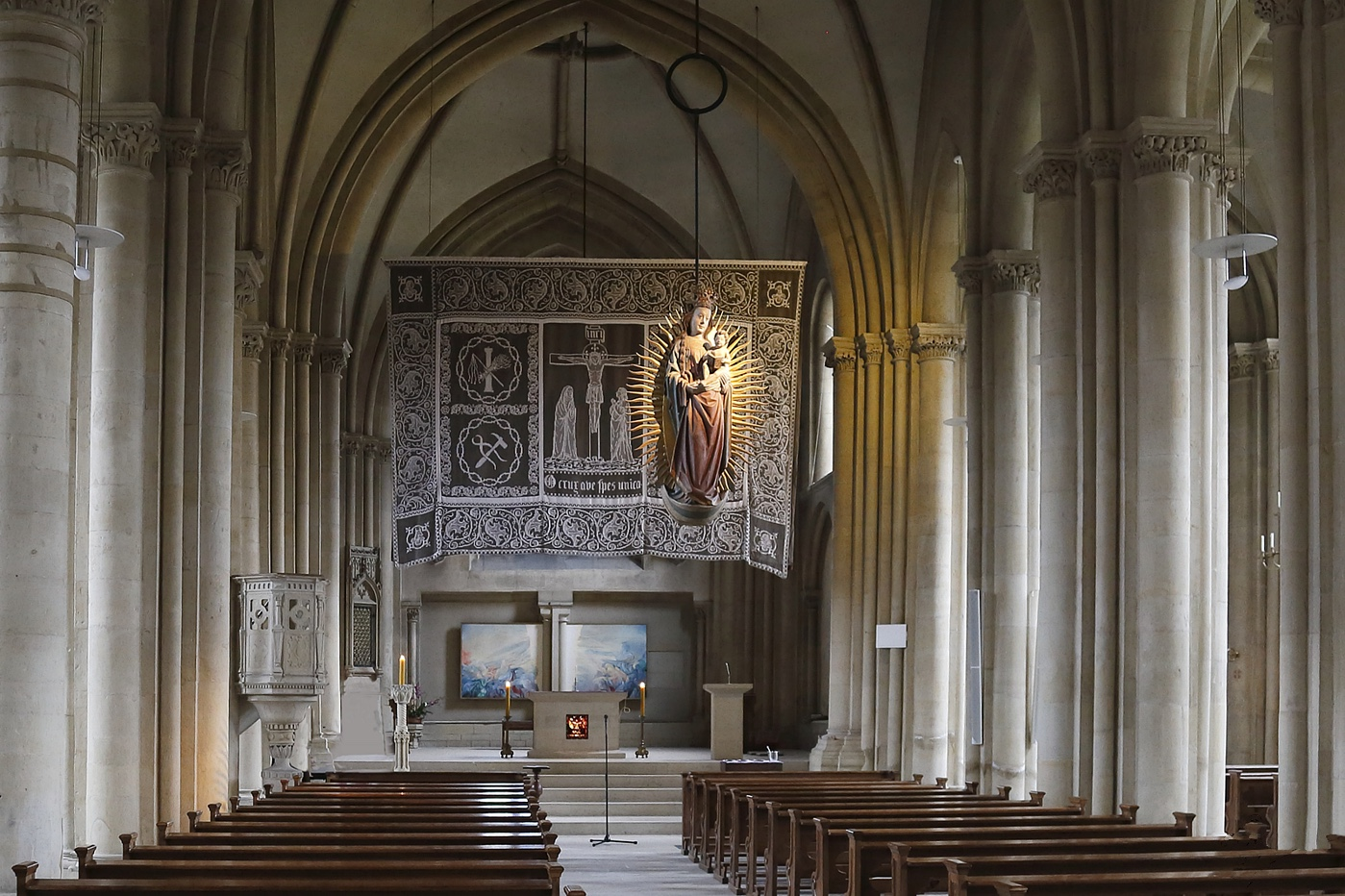
Fastentuch in St. Johanni, Billerbeck

### Norddeutscher Kulturkreis
Die Schöpfer von Fastentüchern aus Westfalen und Niedersachsen behielten zwar Leinen als Material und Stickerei als Arbeitstechnik bei, veränderten jedoch die Gestaltung, indem sie einzelne Motive auf kleineren Rechtecken abbildeten, die durch Leinenstege verbunden sind – ein Flickenteppich bzw. textiles Mosaik. Vereinzelt wurde auf straff gespanntem Leinen aber auch Malerei versucht.
Ausgehend von der norddeutschen Tradition setzten sich allmählich Motive der Passion Christi durch. Ein zentrales Thema seit dem 16. Jahrhundert wurde die Darstellung der Kreuzigung Christi; die Bildkomposition nahm die Arma Christi (die Leidenswerkzeuge Christi) auf. Darin tritt ein Paradoxon zwischen theologischer und künstlerischer Idee zutage, hatte doch das Fastentuch bisher dazu gedient, den Anblick des Kruzifixes zeitweilig zu verhüllen.
Das Marienfelder Fastentuch diente im 19. Jahrhundert als Vorlage für einige andere Fastentücher im Münsterland. So befinden sich heute noch welche nach diesem Vorbild in Billerbeck St. Johanni, Lüdinghausen St. Felizitas, Nordwalde St. Dionysius und Warendorf St. Laurentius.

## Brauchtum
Die Fertigung und Anbringung eines Fastentuchs wurde – mit wenigen Ausnahmen – als religiöses Brauchtum bis ins 18. Jahrhundert nur in katholischen Gegenden beibehalten, da sich Luther gegen diese Tradition der Sakralkunst als „Gaukelwerk“ aussprach. Obwohl sie einst weit über die ursprünglichen Grenzen hinausreichte, blieb sie nach der Reformation nur in den Entstehungsbieten erhalten; vereinzelt gibt es dort noch Kirchen, die die Tradition pflegen. Allerdings zeigt sich, dass das Fastentuch als Kunstform neu entdeckt wird.

## Beispiele

### Deutschland
- Brandenburg an der Havel beherbergt in seinem Dommuseum das um 1290 gestickte Brandenburger Hungertuch.
- Das mit nur fünf kleinen Bildern bestickte Everswinkeler Fastentuch entstand im Jahr 1614; es ist das älteste im Münsterland.[3]
- Das Fastentuch im Freiburger Münster von 1612 ist mit einer Fläche von 10,14 mal 12,25 Metern das größte noch erhaltene Stück in Europa. Als spätes Werk aus nachreformatorischer Zeit zeigt es eine große Nähe zur Bildwelt Dürers.[4][5]
- Das Güglinger Palmtuch ersetzte 1988 ein historisches, im Jahre 1849 verbranntes Palmtuch der Mauritiuskirche in Güglingen. Es wurde von 40 deutschen Künstlern gestaltet.
- Im Museum Relígio in Telgte hängt das Telgter Hungertuch von 1623, dessen 33 Bildfelder in Filettechnik hergestellt wurden. Es ist 7,40 m × 4,40 m groß.

- Das Hungertuch der St.-Felizitas-Kirche in Vreden ist eine Stiftung der Äbtissin Agnes von Limburg-Stirum aus dem Jahr 1619. Es ist ganz der westfälischen Hungertuchtradition verpflichtet und daher eine typische Leinen-Filetstopfarbeit. Das zentrale Motiv ist die Kreuzigung. In seiner Gesamtheit ist das Tuch annähernd quadratisch mit den Außenmaßen 4,85 × 4,50 m.

- In der ehemaligen Abteikirche in Marienfeld gibt es ein Hungertuch aus Filetstopferei und Leinenstreifen. Auf dem 3 m hohen und 6,80 m breiten Werk ist die Kreuzigung mit der Gottesmutter und dem Apostel Johannes dargestellt, vier Felder zeigen die Leidenswerkzeuge. Umrahmt ist das Fastentuch von einem breiten Fries mit Blattrankenmuster. Die eingestickte Jahreszahl 1867 stammt von einer Ausbesserung. Experten datieren die Entstehung des Tuches in die zweite Hälfte des 18. Jahrhunderts.
- Zittau (Oberlausitz) besitzt mit dem von Jakob Gürtler 1472 gespendeten[6] Großen Fastentuch (8,20 × 6,80 m), das 90 Felder in 10 Reihen hat und in der eigens dafür als Museum gestalteten Kreuzkirche gezeigt wird, und dem Kleinen Fastentuch mit den Arma Christi (4,31 × 3,49 m) von 1573 im Kulturhistorischen Museum Franziskanerkloster, beide in Tempera auf Leinen, zwei einzigartige Kunstschätze. Das Kleine wie auch das Große Zittauer Fastentuch sind die einzigen überlieferten Exemplare ihrer Art in Deutschland und gehören zu den bedeutendsten überhaupt.[7]

- Die katholische Kirchengemeinde Herz Jesu in Bernau bei Berlin erstellte 2007 mit Jugendlichen in einer 48-Stunden-Aktion mit einem „Hungertuch XXL“ (über 220 m² Fläche) das bis dahin größte Hungertuch der Welt.
- 2007 hing zum ersten Mal auch ein Fastentuch im Bonner Münster, das der Wormser Fotograf und Grafiker Norbert Bach schuf. Es bezieht sich auf das Elisabethjahr und verknüpft die Geschichte der hl. Elisabeth mit anderen Werken der Barmherzigkeit.
- 2015 gibt es in der Kirche St. Nikolaus in Bad Kreuznach ein Fastentuch aus dem Jahr 1584, 195 × 135 cm. Das Leinentuch mit Stickerei wird bereits um 1900 in einem unter Pastor Johann-Benedikt Kirsch verfassten Kirchenführer von St. Nikolaus erwähnt.
- Im Jahr 2016 wurde ein neues Fastentuch für die ev.-luth. Gartenkirche St. Marien in Hannover von der Textilkünstlerin Constanze Rilke geschaffen. Auf 7 × 4 Metern zeigt es ein „Blütenmeer“, das auf die Gärten der Bibel verweist und so den Namen der Kirche (Gartenkirche) aufnimmt.[8]

### Österreich

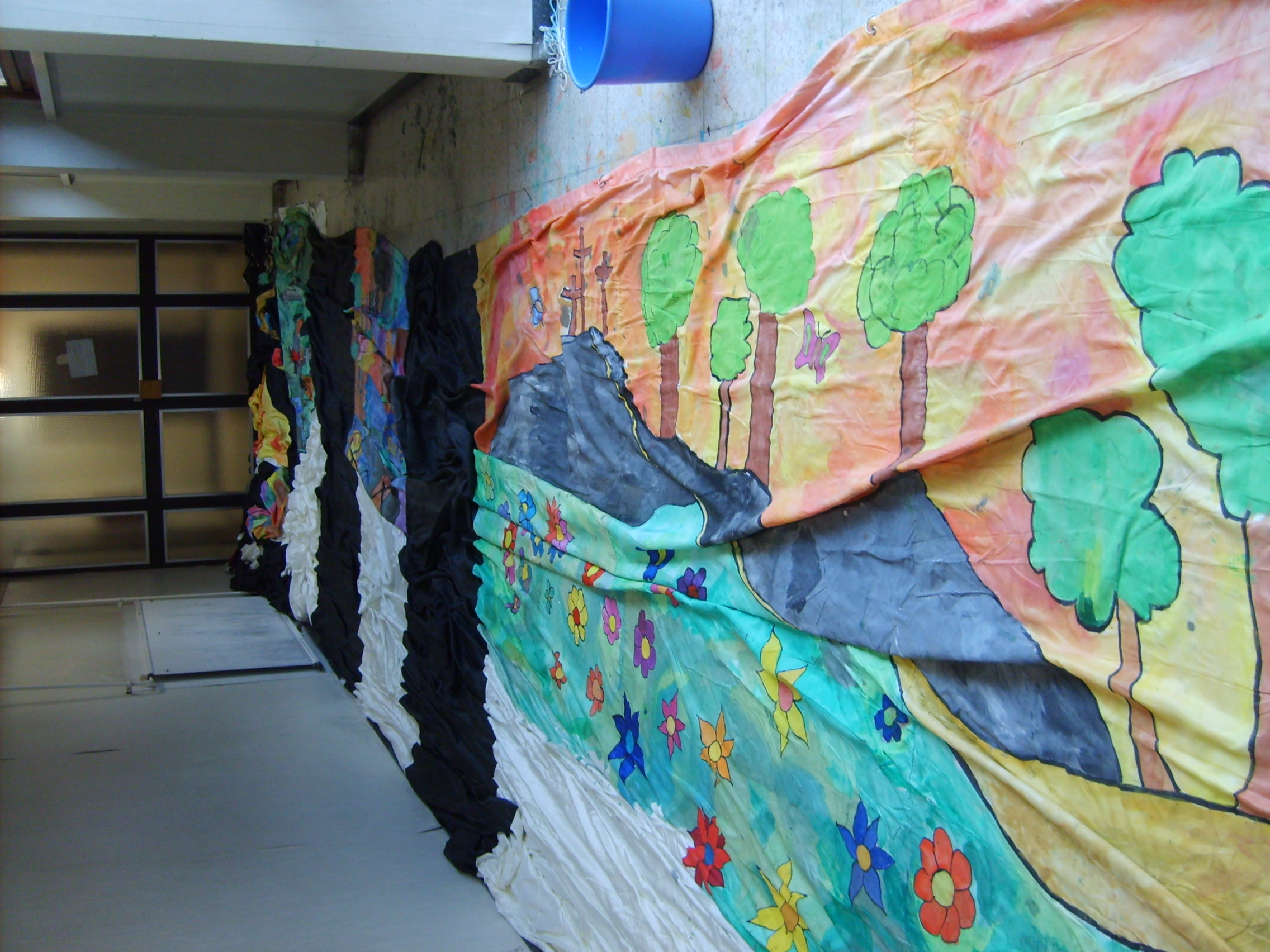
Teile des Fastentuchs der Musik- und der Sportmittelschule Wendstattgasse in Wien

- Im Jahr 1426 wird in den Rechnungsaufzeichnungen der Marienpfarrkirche Gries die Bezahlung für ein bemaltes „hungertuch“, in Auftrag gegeben bei einem „Jacob maler“ aus Bozen, unter den Ausgaben verbucht.[9]
- Das von Konrad von Friesach 1458 geschaffene Fastentuch im Dom zu Gurk ist das größte (9 × 9 m) und älteste bekannte Fastentuch Österreichs.
- Die Pfarrkirche von Millstatt (Kärnten) beherbergt ein 1593 von Oswald Kreusel mit 41 Szenen bemaltes Werk, das im Original erhalten blieb.
- Das frühbarocke Fastentuch aus der St. Jakobskirche in St. Ulrich in Gröden ist dort im Museum Gherdëina zu besichtigen. Das Tuch mit 24 Bildern ist 4,75 m breit und 3,65 m hoch.
- Traun in Oberösterreich ist eher der norddeutschen Tradition verpflichtet, da es die Bildflächen von Kindern bemalen lässt.
- Inzwischen nimmt man vereinzelt auch im protestantischen Umfeld die Tradition der Fastentücher auf, so z. B. in der Auferstehungskirche Villach-Nord[10] oder in der Kirche im Stadtpark[11] in Villach. Es handelt sich dabei um Jungschar- (Auferstehungskirche) bzw.  um Schülerprojekte (Kirche im Stadtpark). Beide Werke stammen aus den frühen 2000er Jahren.
- Im Österreichischen Museum für Volkskunde in Wien ist ein 32 m² großes Fastentuch mit 36 Feldern ausgestellt. Es stammt vermutlich aus dem Kärntner Raum und trägt die Jahreszahl 1640.
- Im Wiener Stephansdom werden seit 2015 Fastentücher in Form von moderner Kunst installiert.[12]
- Der Rekord des weltgrößten Hungertuchs in Bernau bei Berlin wurde bereits im Folgejahr, im März 2008, von der Musik- und Sportmittelschule Wendstattgasse im 10. Bezirk in Wien überboten. In dreiwöchiger Arbeit bemalten die Schüler der beiden Schulen ein 400 m² großes Tuch mit Motiven aus dem Leben Jesu und zeitgeschichtlichen Themen.
- Die österreichischen Pfarreien Am Schüttel in Wien und St. Othmar in Mödling lassen jährlich Fastentücher von zeitgenössischen Künstlern erstellen.

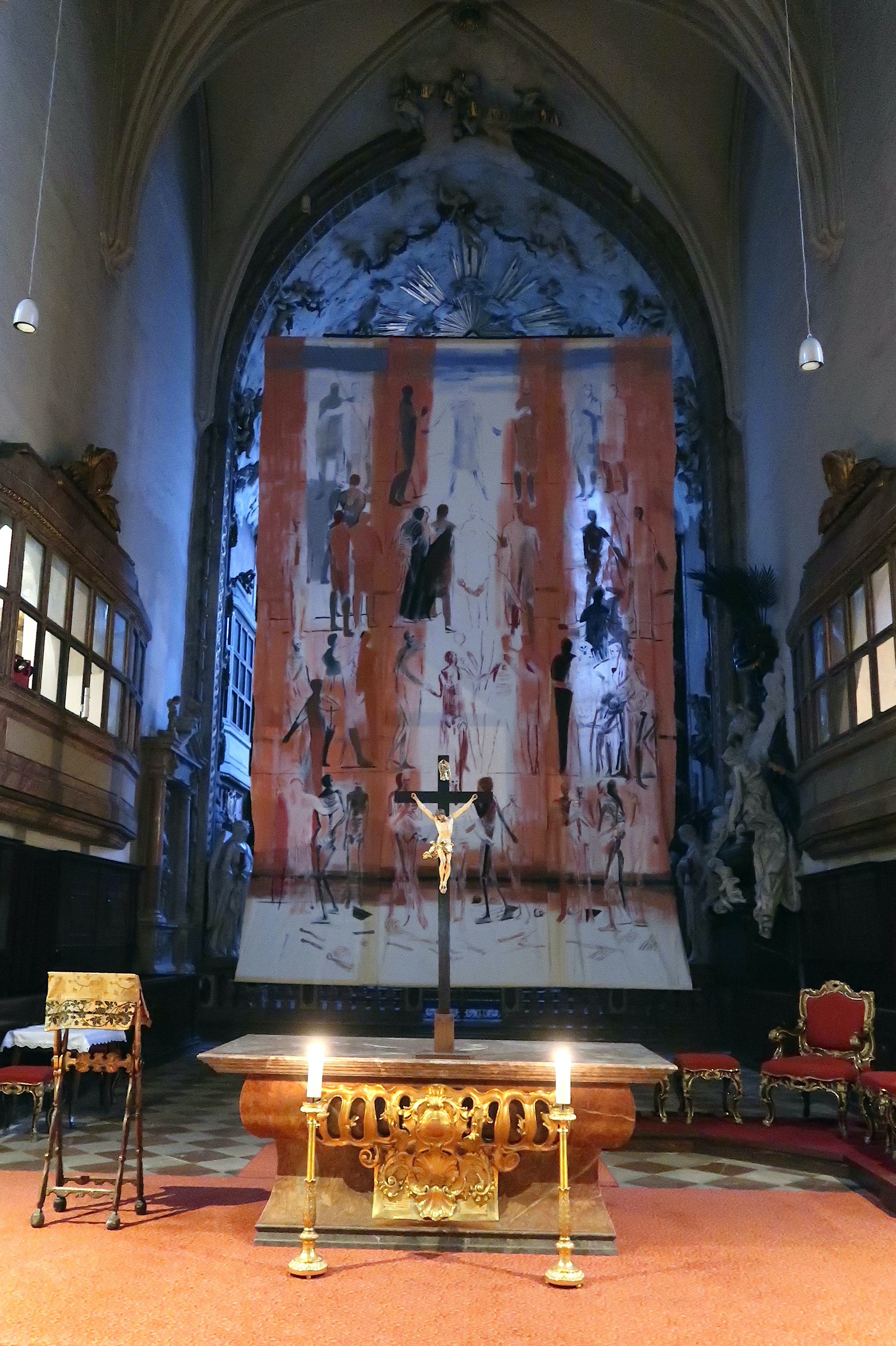
Fastentuch von Michael Hedwig in der Wiener Michaelerkirche, 2021

- In der Wiener Michaelerkirche werden seit vielen Jahren während der Fastenzeit künstlerisch gestaltete Fastentücher gezeigt, unter anderem von  Alfred Hrdlicka (1994) und Michael Hedwig (2020–2023).[13][14]

### Schweiz
- Das Fastentuch der christkatholischen Stadtkirche St. Martin im schweizerischen Rheinfelden (3,24 mal 2,53 m) blieb über 400 Jahre im Altar der Kirche verborgen und wurde erst 1977 zufällig im Rahmen einer Zivilschutzübung entdeckt. In der Schweiz ist bislang lediglich noch in Unterägeri ein solch altes Fastentuch bekannt.[15]
- Das Sachsler Meditationstuch des Niklaus von Flüe dürfte als Fastentuch entstanden sein.

### Niederlande
- Museum Catherijneconvent Utrecht
- Rijksmuseum Twenthe (aus der Kirche von Korschenbroich, 1624)

### Spanien
- Das um 1560 entstandene Fastentuch der Kirche von Villoslada de Cameros in der Autonomen Region La Rioja ist eindeutig flämischen Ursprungs.